# Кларк (округ, Миссисипи)
Округ Кларк (англ. Clarke County) — округ штата Миссисипи, США. Население округа на 2000 год составляло 17955 человек. Административный центр округа — город Куитмен.

## История
Округ Кларк основан в 1833 году.

## География
Округ занимает площадь 1789.7 км2.

## Демография
Согласно переписи населения 2000 года, в округе Кларк проживало 17955 человек (данные Бюро переписи населения США). Плотность населения составляла 10 человек на квадратный километр.